# جنوب‌تباران
جنوب‌تباران (نام علمی: Notocacteae) نام یک تبار از زیرخانواده کاکتوس‌واریان است.

## سرده‌ها
- کاکتوس‌های جنوب
- بلوسفلدیا
- سینتیا (کاکتوس)
- کوپیاپوآ
- انجیر پشمی
- کاکتوس‌های چلچراغی
- کاکتوس‌های گرد برزیلی
- Neowerdermannia
- پارودیا (سرده)